# Инкубатор (микробиологија)
Инкубатор је уређај који се користи за узгој и одржавање микробиолошких култура или ћелијских култура. Инкубатор одржава оптималну температуру, влажност и друге услове као што су концентрације угљен-диоксид и садржај кисеоника у унутрашњем простору инкубатора. Инкубатори су неопходни уређаји за велики експериментални рад у ћелијској биологији, микробиологији и молекуларној биологији и користе се за култивацију бактеријских и еукариотских ћелија.

## Историја
Лабораторијски инкубатор је током година употребе имао бројне примене, од помагања у инкубацији кокошијих јаја што је омогућавало научницима да разумеју и развију вакцине за смртоносне вирусе. 
Примена инкубатор је такође обезбедила основу за медицински напредак и експериментални рад у ћелијској и молекуларној биологији.
Иако је дошло до великог технолошког напретка од примитивних инкубатора који су први пут коришћени у древном Египту и Кини, главна сврха инкубатора је остала непромењена: да створи стабилно, контролисано окружење погодно за истраживање, проучавање и култивацију.

### Најранији инкубатори
Најранији инкубатори су измишљени пре хиљадама година у старом Египту и Кини, где су коришћени за одржавање топлоте кокошјих јаја.  Употреба инкубатора је револуционирала производњу хране, јер је омогућила пилићима да се излегу из јаја без потребе да кокош седи на њима, чиме су кокошке ослободиле да носе више јаја у краћем временском периоду. И рани египатски и кинески инкубатори су у суштини биле велике просторије које су се грејале ватром, где су службеници окретали јаја у редовним интервалима како би осигурали равномерну дистрибуцију топлоте.

### Инкубатори у 16. и 17. веку
Инкубатор је усавршен у 16. веку када је Жан Батист Порта користећидревни египатски дизајн  направио модернији инкубатор за јаја. Када је морао да прекине свој рад због шпанске инквизиције, Рене-Антоан Фершо де Реаумур је прихватио његову идеју и средином 17. века. Реаумур је загревао свој инкубатор шпоретом на дрва и пратио његову температуру користећи Реаумуров термометар, још један од његових изума.

### Инкубатор у 19. веку
У 19. веку, истраживачи су коначно почели да схватају да употреба инкубатора може допринети медицинском напретку. Почели су да експериментишу како би пронашли идеално окружење за одржавање залиха ћелијске културе. Ови рани инкубатори су једноставно били састављени од тегли у којима се налазила једна упаљена свећа. Културе су стављене близу пламена на доњој страни поклопца тегле, а цела тегла је стављена у суву, загрејану рерну.

### Хесов инкубатор
Крајем 19. века, лекари су схватили још једну практичну намену инкубатора: одржавање превремено рођене или витално угрођене деца. Први инкубатор за бебе, који је коришћен у женској болници у Паризу, грејан је керозинским лампама. 
Педесет година касније, Џулијус Х. Хес, амерички лекар који се често сматра оцем неонатологије, дизајнирао је електрични инкубатор за бебе.  Инкубатор  је био направљен од тешког лима бакра са унутрашњим мерама: дужина 30 in (76 cm), ширина 17 in (43 cm) и дубина 13 in (33 cm). Под и стране су окружени воденим слојем дебљине 1 инч. Бочни зидови су, прекривени слојем плуте дебљине једне четвртине инча, а имали су за циљ да спрече продор топлоте са спољашње површине, ограничавајући топлотно зрачење на унутрашњу површину коморе, односно на бочне стране и под. Овај инкубатор је веома сличан инкубаторима за бебе који се данас користе.

### Инкубатор у 20. веку
Следећа иновација у технологији инкубатора дошла је 1960-их, када је уведен први инкубатор са угљен-диоксидом. Ова врста инкубатора је осмишљена је на захтев лекара који су схватили да могу да користе инкубаторе са угљен-диоксидом да идентификују и проучавају патогене који се налазе у телесним течностима пацијената. Да би се то урадило, узорак је узет и стављен у стерилну посуду и у инкубатор. Ваздух у инкубатору је одржаван на 37°C, истој температури као и људско тело, а инкубатор је одржавао нивое атмосферског угљен-диоксида и азота неопходне за подстицање раста ћелија.
У то време, инкубатори су такође почели да се користе у генетском инжењерингу. Уз помоћ ових инкубатора научници су могли да створе биолошки есенцијалне протеине, као што је инсулин, тако да је уз употребу инкубатора, остварена генетска модификација која се одвијала на молекуларном нивоу, помажући да се побољша нутритивни садржај и отпорност на кугу и болести воћа и поврћа.

## Намена
Инкубатори имају различите функције у научној лабораторији. 
- Инкубатори углавном одржавају константну температуру,
- Многи инкубатори  контролишу влажност ваздуха.
- Инкубатори са вибрацијама укључују кретање односно мешање култура.
- Гасни инкубатори регулишу унутрашњи састав гаса.
- Неки инкубатори имају средства за циркулацију ваздуха унутар њих како би се обезбедила равномерна расподела температуре.

## Техничке карактеристике
Инкубатор се састоји од коморе у којој може да се регулише:
- температура
- влажност ваздуха,
- састав гаса
- вентилацију (проветравање) унутар коморе инкубатора.

Најједноставнији инкубатори су изоловане металне кутије са подесивим грејачем, који обично греју  од 60 до 65°С, иако неки могу грејати и нешто више (углавном не више од 100°С). 
Најчешће коришћена температура за узгој бактерија у инкубатору и за ћелије сисара је приближно 37°C (99°Ф), пошто ови микроорганизми добро расту у таквим температурним условима. За друге организме који се користе у биолошким експериментима, као што је квасац за пупање Саццхаромицес церевисиае, оптимална је температура раста од 30°С (86 °Ф).
Сложенији инкубатори такође могу укључити могућност снижавања температуре (преко система хлађења) или могућност контроле влажности или нивоа угљен-диоксида. Ово је важно у процесу култивације ћелија сисара, где је неопходна релативна влажност обично >80% (како би се спречило испаравање), и блага киселост пХ вредности која се постиже одржавањем нивоа угљен-диоксида од 5%.
Угљен-диоксидни инкубатори се користе за култивацију животињских ћелија и регулисање удела CO2  на око 5% (В/В). Током ин-витро култивације, културе ћелија и ткива расту у лабораторији у окружењу које је што је могуће ближе природи, често током неколико недеља. У CO2  инкубатору, познатом и као гасни инкубатор, осим температуре, може се регулисати и влажност и садржај CO2
У неким уређајима, посебно за вантелесну оплодњу, може се регулисати и садржај кисеоника и азота. 
Други критеријум квалитета за модерне инкубаторе за фумигацију је способност деконтаминације или стерилизације унутрашњости, укључујући унутрашње и сензоре. За ембрионисана кокошја јаја користе се инкубатори са посебним уређајима за окретање.
- Затворени инкубатор
- Отворени инкубатор
- CO2 инкубатор
- Једноставан инкубатор за мале лабораторије.
- Биолошки инкубатор за култивацију ћелија карцинома

Многи инкубатори направљени за лабораторијску употребу имају резервни извор напајања, како би се осигурало да нестанци струје не ометају експерименте. 
Инкубатори се израђују у различитим величинама, од столних модела, до топлих просторија, које служе као инкубатори за велики број узорака.
- Шејкер за инкубацију са наставком и стакленим посуђем
- Поглед спреда на инкубатор са вибрацијама
- Поглед на унутрашњост инкубатор са вибрацијама
- инкубатор са 2 Ерленмајерове боце од 2Л